# Adenocarcinoma dello stomaco
L'adenocarcinoma dello stomaco è un tumore maligno dello stomaco, derivante dall'epitelio ghiandolare.

## Epidemiologia
Forma più frequente di tumore maligno dello stomaco (90%). Unica neoplasia maligna la cui incidenza è in riduzione, probabilmente a causa della migliore conservazione del cibo derivata dall'introduzione dei refrigeratori. Maggiormente frequente nel sesso maschile e insorge mediamente intorno ai 50-60 anni. Maggiore frequenza in Giappone, Cile, Costa Rica ed Europa dell'Est. La forma diffusa, invece è meno frequente, non ha preferenza di sesso e con distribuzione mondiale uniforme.

## Eziologia
Esistono differenti fattori di rischio:
- predisposizione data dall'espressione del gruppo sanguigno A;
- gastrite cronica autoimmune;
- precedente intervento di gastrectomia parziale (Billroth 1 e 2);
- presenza di esofago di Barrett;
- presenza di Adenomi;
- fattori ambientali e sociali: sono i fattori di rischio più importanti e ritroviamo il fumo, il basso livello socio-economico, l'infezione data da Helicobacter pylori provocante atrofia e una dieta ricca di sale, carboidrati, cibi affumicati e povera di grassi animali, proteine e frutta fresca.

Della forma diffusa non sono noti i precursori.

## Patogenesi
Tra le lesioni geniche più importanti correlate con l'adenocarcinoma dello stomaco troviamo:
- mutazione del gene codificante la molecola di adesione cellulare Caderina-E, responsabile della forma familiare;
- mutazione del gene BRCA2;
- mutazione del gene APC;
- mutazione del gene codificante per la proteina p53;
- espressione degli oncogeni cMet e ERB2;
- espressione dei polimorfismi dell'infiammazione, in particolare delle molecole IL1β, TNFα, IL10 e IL8;
- altre mutazioni di β-catenina, TGFβ, BAX e p16.

Esistono differenti lesioni che favoriscono l'insorgenza di questo tumore. La trasformazione dall'adenoma gastrico è difficile, ma possibile nel 9% dei casi. Quadri di anemia perniciosa associati a gastrite cronica atrofica e metaplasia intestinale aumentano molto il rischio di adenocarcinoma. Aumentano il rischio anche l'ulcera peptica (forma gastrica) e la gastropatia ipertrofica (sindrome di Menetrier).

## Anatomia patologica
Si distinguono due tipologie differenti.

### Tipologia intestinale
Forma più frequente (90% dei casi) che deriva dall'accumularsi di danni genetici sulla mucosa sana, passando attraverso quadri di metaplasia intestinale o adenoma gastrico, fino alla displasia e alla trasformazione in carcinoma in situ, fino all'invasione. Di questa forma si è ridotta l'incidenza. Macroscopicamente si presenta come una massa voluminosa e compatta a crescita esofitica oppure come tumore ulcerato. Una reazione desmoplastica circostante è presente ma non così importante. Al microscopio ottico è composto da cellule compatte, tendenzialmente ben differenziate in senso ghiandolare. Le cellule si presentano con vacuoli apicali ricchi in mucine.

### Tipologia diffusa
Macroscopicamente si presenta con crescita di tipo infiltrativo e presenta una forte reazione desmoplastica, che porta all'irrigidimento della parete gastrica fino alla linite plastica. Microscopicamente si possono trovare, seppur non patognomoniche, cellule dette "ad anello con castone" data la presenza di un prominente vacuolo ricco in mucine che costringe il nucleo in una posizione periferica.

## Stadiazione
La stadiazione è identica al tumore dello stomaco.
Si possono aggiungere come tipiche sedi di metastasi linfonodali precoci il linfonodo sovraclaveare di Wirchow e il nodulo periombelicale di Sister Mary-Joseph. L'adenocarcinoma può diffondere anche per continuità agli organi circostanti come l'esofago, il fegato, il duodeno e il pancreas. Possibile è anche la diffusione celomatica con interessamento dell'ovaio (tumore di Krukenberg).